# Wereldkampioenschappen kunstschaatsen 1903
De Wereldkampioenschappen kunstschaatsen is een evenement dat georganiseerd wordt door de Internationale Schaatsunie.
Het achtste wereldkampioenschap kunstschaatsen werd op 20 en 21 februari 1903 in Sint-Petersburg in het tsaristisch Rusland georganiseerd. Sint-Petersburg was hiermee de vierde stad die voor de tweede maal als gaststad optrad, Rusland het vierde land dat voor de tweede maal als gastland optrad. Het was ook voor de tweede keer dat er een Rus aan het toernooi deelnam. Namen er in 1896 nog twee Russen deel, dit jaar alleen Nikolaj Panin.

## Deelname
Vijf mannen uit vier landen namen deel aan dit kampioenschap.
| Duitse Keizerrijk (2) Oostenrijk (1) Keizerrijk Rusland (1) Zweden (1) |

Voor de Duitser Ernst Lassahn was het zijn enige deelname aan het WK.
De Duitser Gilbert Fuchs nam voor de vierde keer deel. In 1896 was hij de eerste wereldkampioen, in 1899 werd hij derde en in 1901 tweede.
Voor de Oostenrijker Max Bohatsch was het de eerste deelname.
Voor de Rus Nikolai Panin was het zijn enige deelname. Zijn zilveren medaille was de tweede Russische medaille op het WK.
De Zweed Ulrich Salchow nam voor de zesde keer deel, in 1897, 1899 en 1900 was hij als tweede geëindigd, in 1901 en 1902 werd hij wereldkampioen.

## Medaille verdeling
| Discipline | Goud           | Zilver        | Brons        |
| ---------- | -------------- | ------------- | ------------ |
| Mannen     | Ulrich Salchow | Nikolaj Panin | Max Bohatsch |

## Uitslagen
pc = plaatsingcijfer
| #      | naam (deelname)            | land                       | pc    |
| ------ | -------------------------- | -------------------------- | ----- |
| Goud   | Ulrich Salchow (6)         | Vlag van Zweden            | 6     |
| Zilver | Nikolaj Panin (Kolomenkin) | Vlag van Rusland           | 12    |
| Brons  | Max Bohatsch               | Vlag van Oostenrijk        | 12    |
| 4      | Ernst Lassahn              | Vlag van Duitse Keizerrijk | 20    |
| 5      | Gilbert Fuchs (4)          | Vlag van Duitse Keizerrijk | tzt * |

* tzt = trok zich terug
Medaillewinnaars

Mannen · 
Vrouwen ·
Paren · 
IJsdansen

 Toernooi

1896 · 
1897 · 
1898 · 
1899 · 
1900 · 
1901 · 
1902 · 
1903 · 
1904 · 
1905 · 
1906 · 
1907 · 
1908 · 
1909 · 
1910 · 
1911 · 
1912 · 
1913 · 
1914 · 
1915-1921 · 
1922 · 
1923 · 
1924 · 
1925 · 
1926 · 
1927 · 
1928 · 
1929 · 
1930 · 
1931 · 
1932 · 
1933 · 
1934 · 
1935 · 
1936 · 
1937 · 
1938 · 
1939 ·
1940-1946 · 
1947 · 
1948 · 
1949 · 
1950 · 
1951 · 
1952 · 
1953 · 
1954 · 
1955 · 
1956 · 
1957 · 
1958 · 
1959 · 
1960 · 
1961 · 
1962 · 
1963 · 
1964 · 
1965 · 
1966 · 
1967 · 
1968 · 
1969 · 
1970 · 
1971 · 
1972 · 
1973 · 
1974 · 
1975 · 
1976 · 
1977 · 
1978 · 
1979 · 
1980 · 
1981 · 
1982 · 
1983 · 
1984 · 
1985 · 
1986 · 
1987 · 
1988 · 
1989 · 
1990 · 
1991 · 
1992 · 
1993 · 
1994 · 
1995 ·
1996 · 
1997 · 
1998 · 
1999 · 
2000 · 
2001 · 
2002 · 
2003 · 
2004 · 
2005 · 
2006 ·
2007 ·
2008 ·
2009 ·
2010 ·
2011 ·
2012 ·
2013 ·
2014 ·
2015 ·
2016 ·
2017 ·
2018 ·
2019 · 
2020 · 
2021 ·
2022 ·
2023 ·
2024

 ISU-kampioenschappen

WK kunstschaatsen junioren ·
EK kunstschaatsen ·
Viercontinentenkampioenschap ·
Olympische Spelen